# All for You Tour
L'All for You Tour è stato il quarto tour della cantante e ballerina statunitense Janet Jackson, realizzato per la promozione dell'album in studio All for You, pubblicato il 24 aprile 2001.
Il tour partì il 7 luglio 2001 da Portland, Stati Uniti e si concluse il 16 febbraio 2002 con un concerto a Honolulu, Hawaii, che venne trasmesso da HBO e in seguito pubblicato su DVD col titolo Janet: Live in Hawaii. Tutte le tappe europee dovettero essere cancellate a causa degli attentati dell'11 settembre.

## Descrizione

### Annuncio e partenza del tour
Il 27 aprile del 2001 Janet Jackson annunciò un grande tour in Nord America per promuovere il suo album in studio All for You, confermando 43 date. La partenza del tour era prevista il 5 luglio a Vancouver, Canada. In seguito avrebbe raggiunto entrambe le coste degli Stati Uniti, il Midwest, il sud del paese, e avrebbe fatto altri quattro spettacoli in Canada. Poi avrebbe portato il tour in Europa, dove erano programmate almeno altre 25 date (poi furono tutte cancellate).
La data iniziale in Canada venne infine posticipata al 9 luglio perché un importante pezzo del set del palco non arrivò in tempo per le prove. Secondo una dichiarazione rilasciata da Orca Bay e SFX Concerts, il problema era da attribuirsi alle festività del Canada Day e a quella dell'Independence Day. La Jackson provò a Vancouver per circa una settimana e infine debuttò con la tappa di Portland, Oregon. L'attesa per questa tournée era tale che raggiunse la prima posizione in un sondaggio di Billboard.com sui tour estivi più attesi. Una parte dei proventi del primo concerto andò a beneficio dell'associazione di beneficenza Boys & Girls Clubs.

### Cancellazioni e rinvii

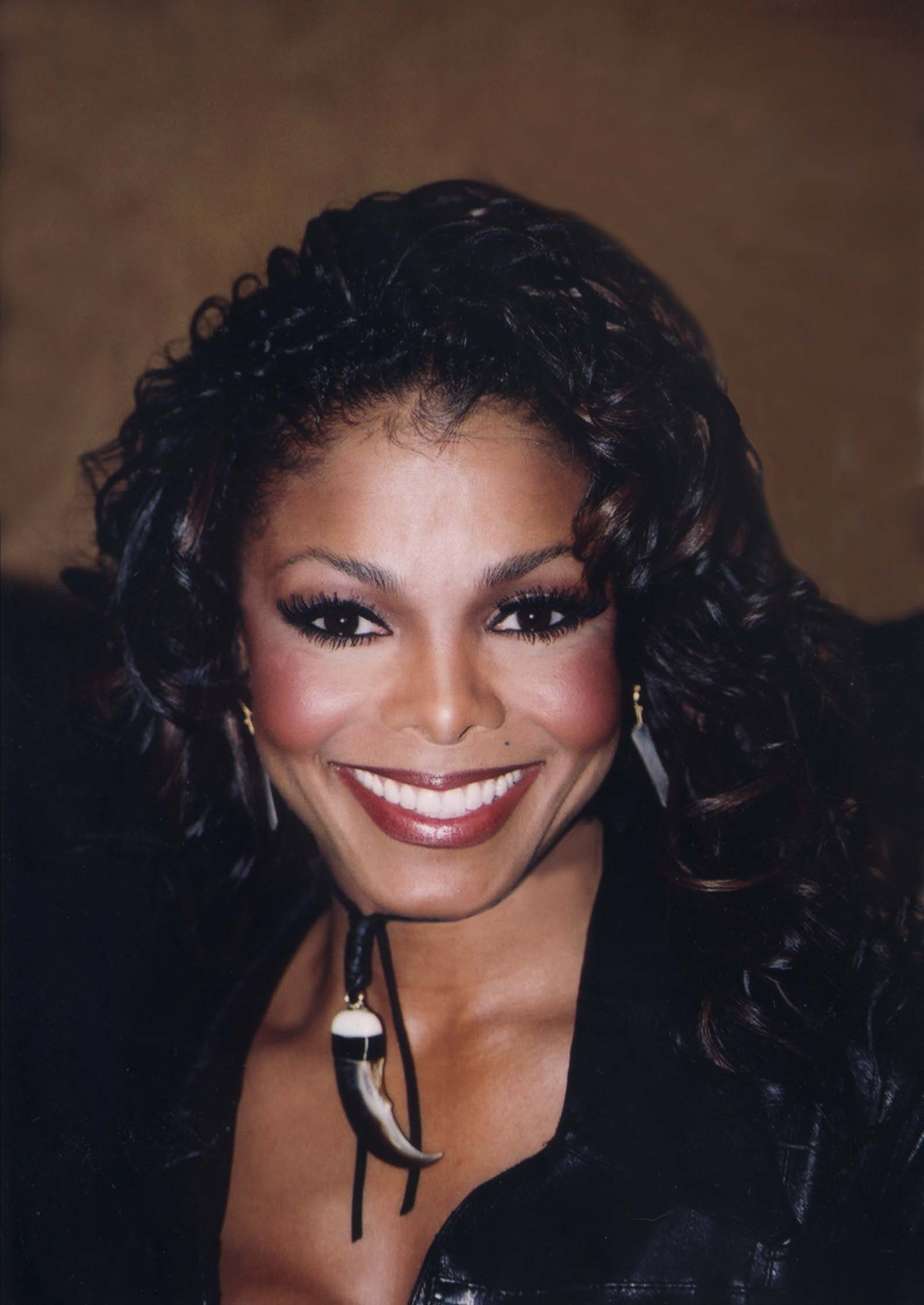
Janet Jackson l'8 marzo del 2002, venti giorni dopo la fine del tour.

Il tour si concluse anticipatamente con la cancellazione di tutte le date previste in Europa perché l'artista temeva per la sua incolumità e per quella del suo entourage dopo gli attentati dell'11 settembre 2001. La Jackson si scusò con i fan europei in una dichiarazione attraverso la sua casa discografica, la Virgin Records:
(Janet Jackson, 1º ottobre 2001)
In Europa la tappe sarebbero dovute essere 22, a partire dal 31 ottobre 2001 a Stoccolma. Anche la partecipazione della cantante agli MTV Europe Music Awards l'8 novembre a Francoforte fu annullata.
Le restanti date nordamericane ripresero, invece, dal 2 ottobre 2001 a Los Angeles, sotto stretti controlli di sicurezza. La tournée subì ulteriori rinvii a causa di una serie di problemi che andavano da un'infezione respiratoria della cantante a dei conflitti di programmazione.

### Lo spettacolo
L'elaborata struttura dello spettacolo prevedeva otto ballerini e sette musicisti e in scaletta proponeva tutti i successi e le canzoni dell'ultimo album della popstar.
La cantante si presentava in scena su una piattaforma ad almeno dieci metri da terra, su uno sfondo di lunghi teloni bianchi che si alzavano e si abbassavano rivelando immagini dei videoclip passati, del pubblico e di sé. Durante le canzoni If e Black Cat il palco si colorava di scenografie orientaleggianti con gigantesche lanterne traslucide e scintillanti insegne luminose con scritte in cinese in stile Chinatown. Durante la ballata Would You Mind Jackson indossava un body in vinile nero aderente in stile Catwoman, faceva salire un ragazzo del pubblico sul palco, gli legava le braccia e le gambe ad una sorta di letto verticale, vi si arrampicava e danzava su di lui. Alla fine del numero il letto si inclinava in posizione orizzontale e la cantante e il ragazzo venivano lentamente calati sotto il palco con le fiamme proiettate sugli schermi.

### Informazioni tecniche
Le scenografie erano a cura di Mark Fisher, che aveva progettato un palco lungo 23X12m di colore leggermente metallico lucente, munito di un piedistallo che funzionava da ascensore per l'ingresso della cantante. La scenografia passava da un'ambientazione in stile sadomaso a una più allegra con giostre gonfiabili e altri giocattoli durante il "whimsical medley", e poi prendeva le sembianze di una grande città orientale. I pannelli posteriori si spostavano per rivelare o nascondere gli schermi video, le luci e la band a seconda dei movimenti sul palco. Il tecnico delle luci era Abigail Rosen Holmes, che aveva sistemato le luci su vari tralicci laterali in stile Paisley. I cambi di costume erano almeno nove per Jackson e variavano da un completo bianco all'inizio dello spettacolo, a un busto nero in pelle ad un vestito in vinile nero lucido per le scene sadomaso.

## Home video
L'ultimo concerto del tour, che si tenne il 16 febbraio 2002 ad Honolulu, Hawaii, fu registrato e trasmesso il giorno seguente dal canale via cavo statunitense HBO e pubblicato il 17 giugno 2002 in formato DVD col titolo Janet: Live in Hawaii. Il filmato ricevette un Premio Emmy nel 2002 per "Notevole montaggio multicamera di una miniserie, film o speciale".

## Scaletta
1. Come on Get Up
2. You Ain't Right
3. All for You
4. Love Will Never Do (Without You)
5. Trust a Try
6. Come Back to Me
7. Let's Wait Awhile
8. Again
9. Whimsical Medley: Runaway/Miss You Much/When I Think of You/Escapade
10. Son of a Gun (I Betcha Think This Song Is About You) (con un'apparizione speciale di Missy Elliott nella tappa di Honolulu)
11. Got 'til It's Gone
12. That's the Way Love Goes
13. Medley: What Have You Done for Me Lately/Control
14. Nasty (contiene elementi di I Just Wanna Love U (Give It 2 Me))
15. Alright
16. Would You Mind
17. If
18. Black Cat
19. Rhythm Nation (contiene elementi di The Knowledge)
20. Doesn't Really Matter
21. Someone to Call My Lover
22. Together Again

## Date concerti
| Data              | Città             | Stato            | Luogo                                |
| America del Nord  | America del Nord  | America del Nord | America del Nord                     |
| ----------------- | ----------------- | ---------------- | ------------------------------------ |
| 7 luglio 2001     | Portland          | Stati Uniti      | Rose Garden                          |
| 8 luglio 2001     | Seattle           | Stati Uniti      | KeyArena                             |
| 9 luglio 2001     | Vancouver         | Canada           | General Motors Place                 |
| 11 luglio 2001    | Calgary           | Canada           | Pengrowth Saddledome                 |
| 14 luglio 2001    | Kansas City       | Stati Uniti      | Kemper Arena                         |
| 15 luglio 2001    | St. Louis         | Stati Uniti      | Scottrade Center                     |
| 17 luglio 2001    | Minneapolis       | Stati Uniti      | Target Center                        |
| 21 luglio 2001    | Columbus          | Stati Uniti      | Nationwide Arena                     |
| 22 luglio 2001    | Lexington         | Stati Uniti      | Rupp Arena                           |
| 24 luglio 2001    | Moline            | Stati Uniti      | The MARK of the Quad Cities          |
| 26 luglio 2001    | Chicago           | Stati Uniti      | United Center                        |
| 27 luglio 2001    | Chicago           | Stati Uniti      | United Center                        |
| 28 luglio 2001    | Chicago           | Stati Uniti      | United Center                        |
| 30 luglio 2001    | Auburn Hills      | Stati Uniti      | The Palace of Auburn Hills           |
| 31 luglio 2001    | Auburn Hills      | Stati Uniti      | The Palace of Auburn Hills           |
| 2 agosto 2001     | Toronto           | Canada           | Air Canada Centre                    |
| 3 agosto 2001     | Montréal          | Canada           | Bell Centre                          |
| 10 agosto 2001    | Buffalo           | Stati Uniti      | HSBC Arena                           |
| 11 agosto 2001    | Hartford          | Stati Uniti      | Hartford Civic Center                |
| 16 agosto 2001    | Washington, D.C.  | Stati Uniti      | MCI Center                           |
| 17 agosto 2001    | Washington, D.C.  | Stati Uniti      | MCI Center                           |
| 18 agosto 2001    | Washington, D.C.  | Stati Uniti      | MCI Center                           |
| 20 agosto 2001    | New York City     | Stati Uniti      | Madison Square Garden                |
| 22 agosto 2001    | New York City     | Stati Uniti      | Madison Square Garden                |
| 23 agosto 2001    | New York City     | Stati Uniti      | Madison Square Garden                |
| 25 agosto 2001    | Boston            | Stati Uniti      | FleetCenter                          |
| 26 agosto 2001    | Boston            | Stati Uniti      | FleetCenter                          |
| 3 settembre 2001  | Cleveland         | Stati Uniti      | Gund Arena                           |
| 5 settembre 2001  | Raleigh           | Stati Uniti      | Raleigh Entertainment & Sports Arena |
| 7 settembre 2001  | Nashville         | Stati Uniti      | Gaylord Entertainment Center         |
| 8 settembre 2001  | Atlanta           | Stati Uniti      | Philips Arena                        |
| 9 settembre 2001  | Greensboro        | Stati Uniti      | Greensboro Coliseum                  |
| 16 settembre 2001 | New Orleans       | Stati Uniti      | New Orleans Arena                    |
| 18 settembre 2001 | Houston           | Stati Uniti      | Compaq Center                        |
| 19 settembre 2001 | San Antonio       | Stati Uniti      | Alamodome                            |
| 21 settembre 2001 | North Little Rock | Stati Uniti      | Alltel Arena                         |
| 22 settembre 2001 | Dallas            | Stati Uniti      | American Airlines Center             |
| 26 settembre 2001 | San Diego         | Stati Uniti      | San Diego Sports Arena               |
| 27 settembre 2001 | Phoenix           | Stati Uniti      | America West Arena                   |
| 29 settembre 2001 | Anaheim           | Stati Uniti      | Arrowhead Pond of Anaheim            |
| 30 settembre 2001 | Sacramento        | Stati Uniti      | ARCO Arena                           |
| 2 ottobre 2001    | Los Angeles       | Stati Uniti      | Staples Center                       |
| 3 ottobre 2001    | Los Angeles       | Stati Uniti      | Staples Center                       |
| 5 ottobre 2001    | Las Vegas         | Stati Uniti      | MGM Grand Garden Arena               |
| 6 ottobre 2001    | Las Vegas         | Stati Uniti      | MGM Grand Garden Arena               |
| 8 ottobre 2001    | San Jose          | Stati Uniti      | Compaq Center                        |
| 9 ottobre 2001    | Oakland           | Stati Uniti      | The Arena in Oakland                 |
| 10 ottobre 2001   | San Jose          | Stati Uniti      | Compaq Center                        |
| 12 ottobre 2001   | Salt Lake City    | Stati Uniti      | Delta Center                         |
| 13 ottobre 2001   | Denver            | Stati Uniti      | Pepsi Center                         |
| 16 ottobre 2001   | Milwaukee         | Stati Uniti      | Bradley Center                       |
| 18 ottobre 2001   | Indianapolis      | Stati Uniti      | Conseco Fieldhouse                   |
| 20 ottobre 2001   | Pittsburgh        | Stati Uniti      | Mellon Arena                         |
| 21 ottobre 2001   | Charlotte         | Stati Uniti      | Charlotte Coliseum                   |
| 23 ottobre 2001   | Filadelfia        | Stati Uniti      | First Union Center                   |
| 26 ottobre 2001   | Tampa             | Stati Uniti      | Ice Palace                           |
| 28 ottobre 2001   | Sunrise           | Stati Uniti      | National Car Rental Center           |
| 29 ottobre 2001   | Sunrise           | Stati Uniti      | National Car Rental Center           |
| Asia              |                   |                  |                                      |
| 2 gennaio 2002    | Osaka             | Giappone         | Osaka Dome                           |
| 13 gennaio 2002   | Osaka             | Giappone         | Osaka Dome                           |
| 17 gennaio 2002   | Tokyo             | Giappone         | Tokyo Dome                           |
| 18 gennaio 2002   | Tokyo             | Giappone         | Tokyo Dome                           |
| America del Nord  |                   |                  |                                      |
| 25 gennaio 2002   | Louisville        | Stati Uniti      | Freedom Hall                         |
| 26 gennaio 2002   | Champaign         | Stati Uniti      | Assembly Hall                        |
| 29 gennaio 2002   | Hamilton          | Canada           | Copps Coliseum                       |
| 30 gennaio 2002   | Grand Rapids      | Stati Uniti      | Van Andel Arena                      |
| 1 febbraio 2002   | University Park   | Stati Uniti      | Bryce Jordan Center                  |
| 2 febbraio 2002   | Atlantic City     | Stati Uniti      | Etess Arena                          |
| 5 febbraio 2002   | Uncasville        | Stati Uniti      | Mohegan Sun Arena                    |
| 6 febbraio 2002   | Uniondale         | Stati Uniti      | Nassau Veterans Memorial Coliseum    |
| 8 febbraio 2002   | Wilkes-Barre      | Stati Uniti      | First Union Arena                    |
| 9 febbraio 2002   | Hampton           | Stati Uniti      | Hampton Coliseum                     |
| 16 febbraio 2002  | Honolulu          | Stati Uniti      | Aloha Stadium                        |

## Personale

### Band[13]
- Direttore musicale: David Barry
- Batteria: Brian Frasier-Moore
- Tastiere: Joel Campbell e Morris Pleasure
- Chitarra: David Barry
- Basso: Ethan Farmer
- Coristi: Julie Delgado, Jenny Douglas-McCrae, Stacey Campbell

### Ballerini
- Shawnette Heard (coreografa principale)
- Gil Duldulao Jr (coreografo)
- Eddie Morales (coreografo)
- Kelly Konno (assistente coreografa)
- Jenna Dewan
- Alison Faulk
- Nicholas Florez
- Laurie Sposit
- Kevin Wilson
- Luis Sanchez
- Marcel Wilson

### Produzione
- Scenografo: Mark Fisher, Janet Jackson, Shawnette Heard
- Tecnico delle luci: Abby Rosen Holmes
- Grafico video: Mindpool Live